# Šárka Nakládalová
Šárka Nakládalová (* 28. Juni 1985 in Kroměříž) ist eine tschechische Beachvolleyballspielerin.

## Karriere
Nakládalová wurde 2004 mit Veronika Opravilová Dritte bei der U21-Weltmeisterschaft auf Porto Santo. 2005 erreichte sie mit Veronika Pokorná bei der U23-Europameisterschaft in Mysłowice ebenfalls Platz drei. Bei der Europameisterschaft in Moskau wurde sie Fünfte an der Seite von Tereza Tobiášová, mit der sie bis 2006 auch auf der europäischen CEV-Tour antrat. 2007 spielte Nakládalová auf der FIVB World Tour und der CEV-Tour mit der ehemaligen Europameisterin und Olympiateilnehmerin Eva Celbová zusammen. 2009 spielte sie  mit Barbora Hermannová und 2010 mit Michala Kvapilová mit mäßigem Erfolg auf der World Tour. In den folgenden Jahren startete Nakládalová nur noch sporadisch auf internationaler Ebene. 2017 und 2018 war sie mit Martina Bonnerová wieder aktiver. Auf der World Tour gelang Bonnerová/Nakládalová ein zweiter Platz beim 1-Stern-Turnier in Langkawi und ein vierter Platz beim 2-Sterne-Turnier in Nanjing. 2018 wurden sie bei der Europameisterschaft in den Niederlanden Neunte und Zweite 2-Sterne-Turnier in Agadir.
Nakládalová ist seit 2011 auch Trainerin beim Beachklub Pankrác in Prag.